# Ajax (fils d'Oïlée)
Pour les articles homonymes, voir Ajax.

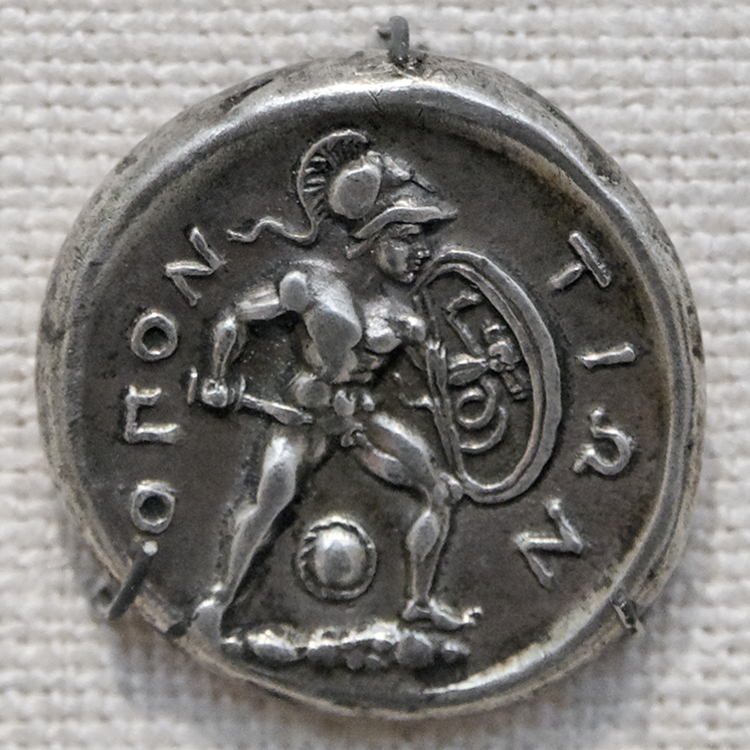
Statère en argent de Locres Opontienne à l'effigie d'Ajax

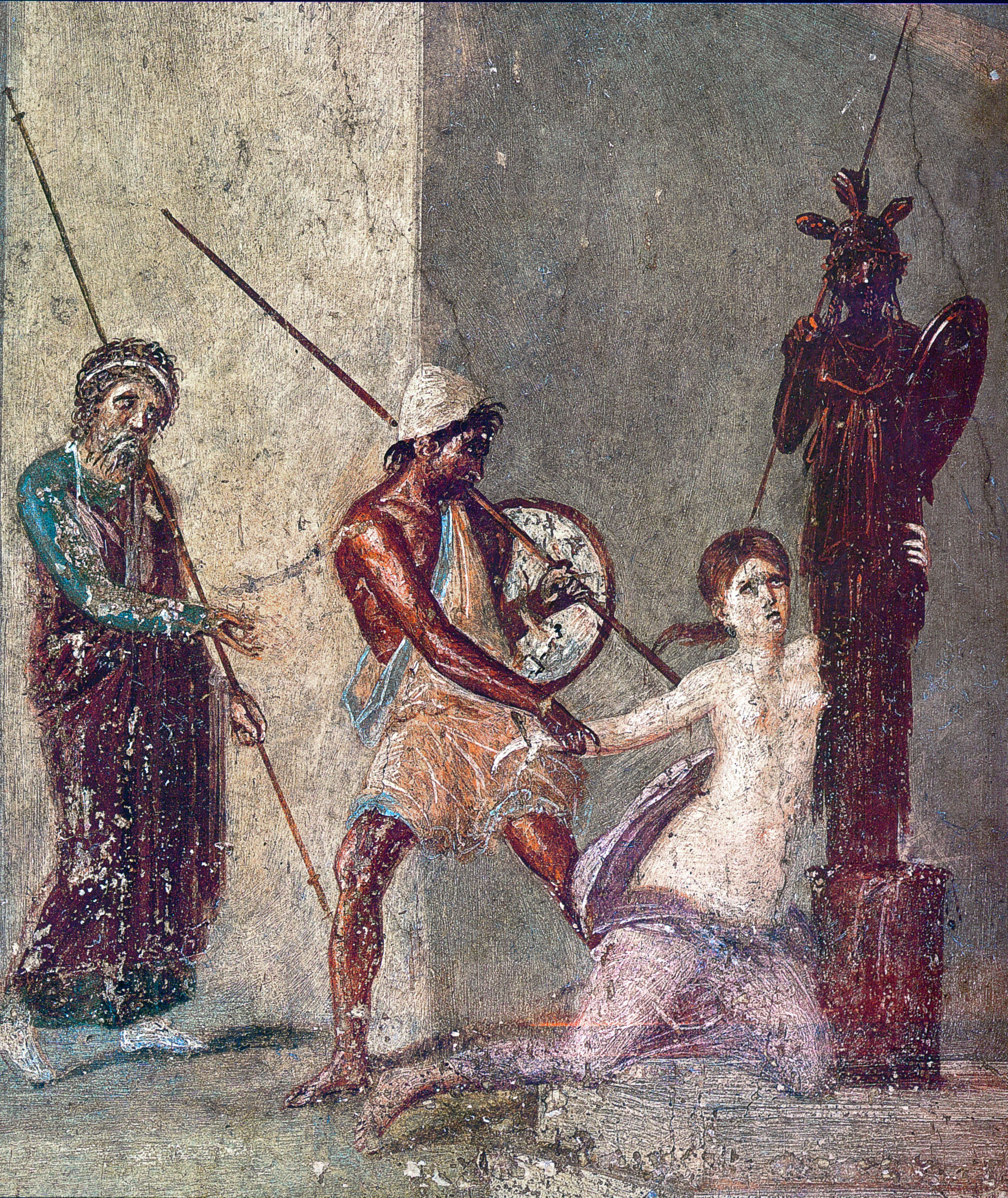
Fresque romaine de l'atrium de la Casa del Menandro (I 10, 4) à Pompéi.

Dans la mythologie grecque, Ajax, fils d'Oïlée (roi de Locride), (en grec ancien Αἴας Ὀϊλῆος / Aías Oïlễos) est un héros de la guerre de Troie. Il est parfois appelé « Ajax le petit », en raison de sa différence de taille avec Ajax, fils de Télamon avec lequel il ne doit pas être confondu.

## Mythe
Ajax est compté parmi les prétendants d'Hélène avant la guerre de Troie. Au chant II de l’Iliade, dans le Catalogue des vaisseaux, on lit :

« Les Locriens obéissent au fils d'Oïlée, Ajax le rapide. Il n'a pas la taille du fils de Télamon ; il est moins grand que lui, beaucoup moins grand même. Mais en dépit de sa petite taille et de sa cuirasse de lin, pour lancer la javeline, il n'a pas de rival parmi les Panhellènes ou les Achéens. »

Dans le récit du Sac de Troie d'Arctinos de Milet, pendant le sac de Troie, Ajax traîne Cassandre, prêtresse d'Apollon qui implorait la protection du dieu hors du temple d'Athéna et la viole ; les dieux envisagent de le châtier en le changeant en pierre, mais Ajax se réfugie dans le temple d'Athéna. Plus tard, lors des retours des Grecs chez eux, Athéna le fait périr en mer Égée. Rentrant en Locride, Ajax, lors d'une tempête déclenchée par Apollon, fait naufrage aux environs sur de hautes roches appelées « Gyrées ». Parvenu à se réfugier sur un rocher, il est sauf grâce à Poséidon, mais n'a plus aucun vaisseau. Depuis ce refuge, pris d’hybris, il maudit les dieux : Poséidon fend les Gyrées et le rocher d'Ajax d'un coup de trident, puis une vague l'engloutit pour le punir. Il est enterré à Mycènes par Thétis.
Comme Achille, il est représenté comme vivant après sa mort dans l'Île Blanche, aux bouches du Danube. Il faisait l'objet d'un culte héroïque chez les Locriens d'Oponte, qui laissaient toujours en son honneur une place vacante dans les rangs de leur armée — il apparaît sur certaines de leurs pièces. Sophocle lui a consacré une tragédie aujourd'hui perdue.

## Représentations artistiques

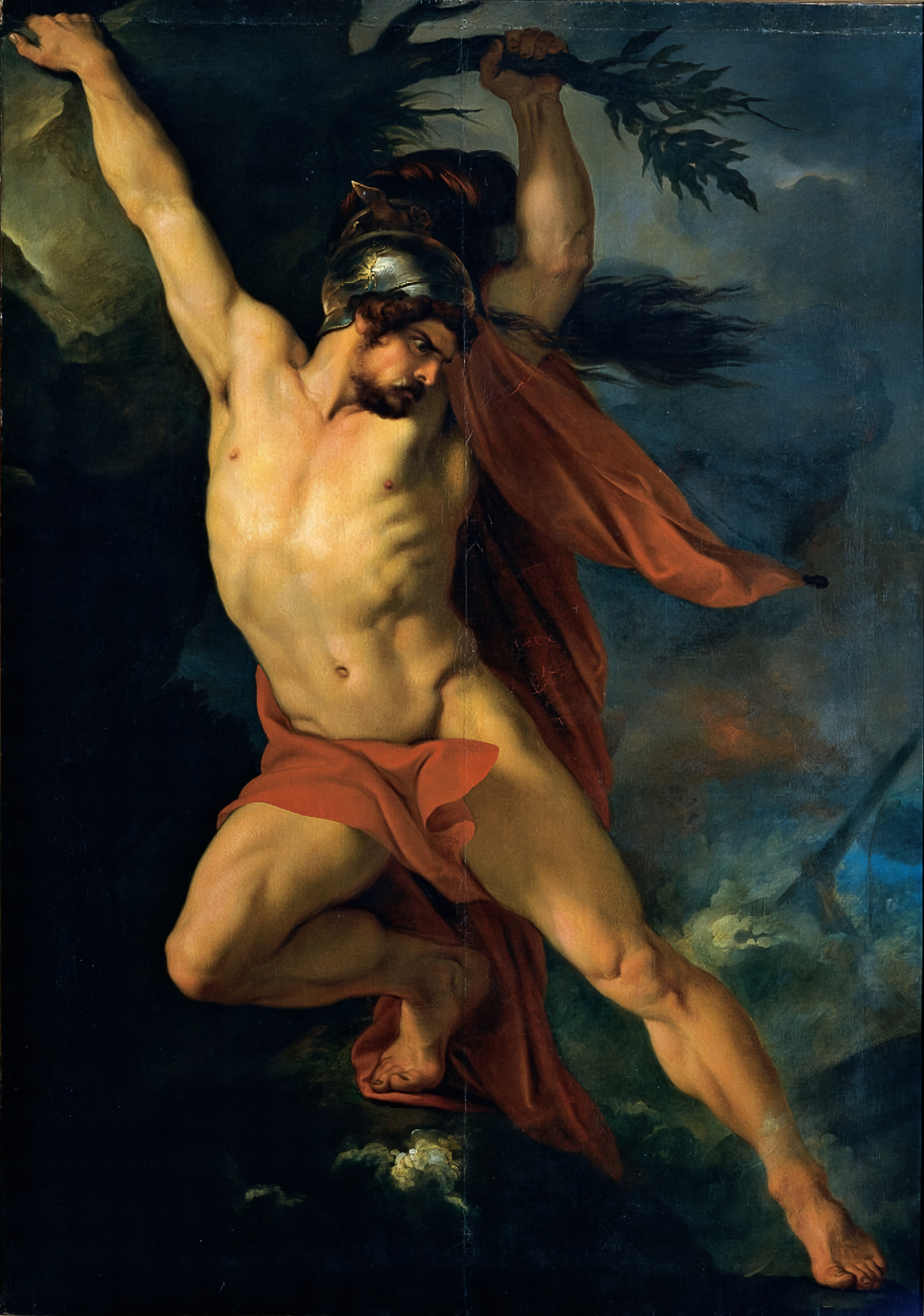
Ajax le petit, Francesco Sabatelli, 1829.

Dans la céramique attique, dès le VIe siècle av. J.-C., la figure d'Ajax, fils d'Oïlée, fut régulièrement représentée. Dans la majeure partie de ces scènes, Ajax le Petit est dépeint lors de l'épisode du Sac de Troie (en grec ancien Ἰλίου πέρσις / Ilíou pérsis). Associé à la princesse troyenne Cassandre, le héros grec est souvent représenté comme attaquant, pointant son épée tandis que la fille de Priam et d'Hécube se recroqueville aux pieds du Palladium, statue de Pallas Athéna. Le sacrilège est total, la violence exercée à proximité d'une statue d'une divinité représente une transgression gravissime. Cette thématique de la violence transgressive, incarnée également par Néoptolème lors de la mort de Priam, intéressa les peintres grecs dans ces scènes de guerre. Cela se retrouva notamment sur l'une des fresques peintes de la Stoa Poikilè d'Athènes, ce qu'aborda Pausanias dans sa Description de la Grèce.
Un parallèle peut être fait avec un autre épisode fréquemment représenté par les peintres attiques : la remise d'Hélène à Ménélas. Ces deux moments du Sac de Troie furent très prisés par les peintres. La figure masculine (Ménélas, Ajax), armée, protégée de la panoplie hoplitique domine la figure féminine (Hélène, Cassandre), agressée, fuyant la violence. Par l'intermédiaire de la technique à figures noires, les contrastes faits par certains peintres entre la peau blanche, parfois dévêtue, et l'armure, soulignent également ces différences. Dans l'iconographie d'Ajax le Petit et Cassandre, la posture même de la troyenne, toute petite, recroquevillée, crée une opposition visuelle entre les deux personnages. 

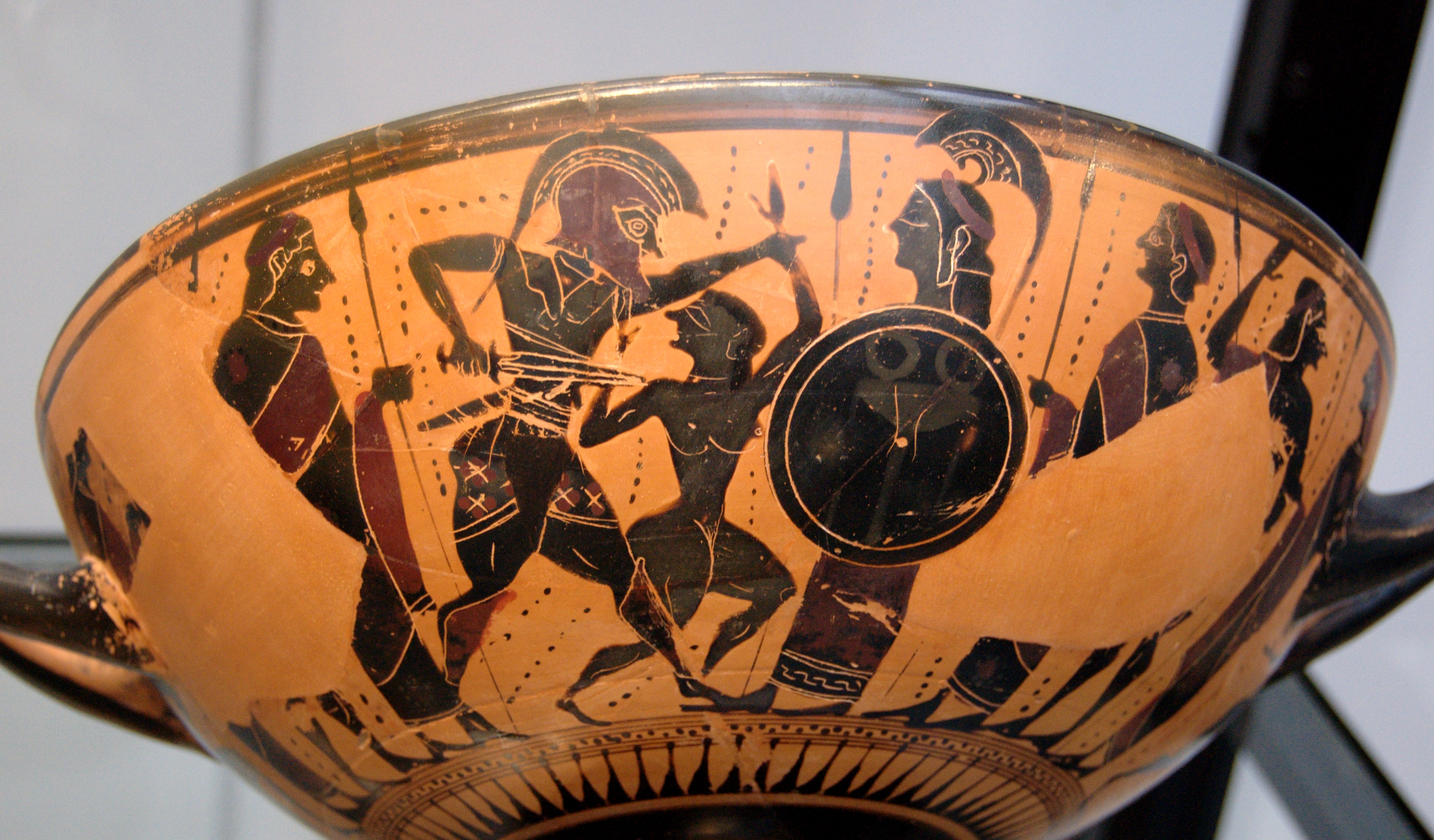
Détail d'une kylix attique à figures noires, vers 550 avant J.-C. Munich, Antikensammlungen, inv. 2017A.

## Honneur
L'astéroïde troyen de Jupiter (21601) Aias est nommé en référence à ce personnage.